# نيدرفينينغن
نيدرفينينغن (بالألمانية: Niederweningen) هي إحدى بلديات مقاطعة ديلسدورف في كانتون زيورخ في سويسرا. تبلغ مساحتها 6.88 كيلومتر مربع، ويقدر عدد سكانها بـ 3035 نسمة (حسب تعداد ديسمبر 2017).

## أعلام
- أدولف ماير